# 庫普費錫弗巴赫河
50°53′20″N 7°11′13″E / 50.88889°N 7.18694°E
庫普費錫弗巴赫河（德語：Kupfersiefer Bach），是德國的河流，位於該國西部，處於北萊茵-威斯特法倫州，屬於敘爾茨河的左支流，河道全長4.8公里，流域面積2.9平方公里。